# Malene Hasselblad
Malene Hasselblad (født 20. november 1970 i Glostrup i Danmark) er iværksætter, foredragsholder, forfatter, tv-vært, debattør, redaktør og vinder af Robinson Ekspeditionen 2001. Malene ejer desuden en række virksomheder.

## Uddannelse og arbejde
Malene er uddannet massør, stress coach, life & business coach og mindfulness instruktør. Malene har haft en række forskellige jobs som fx model, brevkasseredaktør på Se & Hør, skribent for Ude & Hjemme, chefredaktør på Eventmagasinet og projektleder i PARKEN Venues. I 2009 blev hun forlagsredaktør på eget forlag, Forlaget Syntaks.
Malene ejer virksomhederne Hasselblad Care, Hasselblad Erhvervsrengøring, Hasselblad Production/malenehasselblad.dk og Livets træ. 

## Tv-optrædener mv.
I efteråret 2002, var hun vært på programmet Singles på Tv danmark 2, og deltog samme år i et afsnit af game-showet Supersælgerne, hvor hun vandt og donerede pengene til Foreningen Cancerramte Børn. I april 2003, startede hun som brevkasseredaktør på ugebladet Se og Hør. I efteråret år 2003 udkom hendes debut bog: Hvad er det lige med os kvinder?. 
I foråret 2004 medvirkede Malene i TV3's program Bluff samt i programmet Det modsatte køn ligeledes på TV3. I samme år udkom hendes 1. børnebog: Philip Phims Phantasier. I januar 2005 vandt Malene den indledende runde i TV3's Celeb Poker. I 2006 optrådte hun som dommer og censor i tv-serien Sexskolen på TV3, mens hun i 2007 også optrådte på TV3 som en del af panelet i game-showet 1 mod 100 og senere hen Zulu Djævleræs på TV2 Zulu. I 2010 deltog hun i programmet Til Middag hos på TV3. I 2020 lavede hun og Henrik Qvortrup Seriemordene på Østerbro, der omhandlende drabet på bl.a. hendes egen mor, og programmerne blev vist på TV3 & Viaplay .

### Robinson Ekspeditionen
Malene deltog i Robinson Ekspeditionen i 2001 hvor hun vandt, og hun deltog igen i 2007 hvor hun blev nr. 2.
Den 12. juni 2007 blev der startet en afstemning på Ekstra Bladet om, hvem der skulle deltage som Robinson-veteran i Robinson Ekspeditionen 2007. 9 % af stemmerne faldt på hende og hun blev kun overgået af de tidligere deltagere Dan Marstrand, med 11 %, og Biker-Jens, der fik 42 % af stemmerne.